# Staro selo (muzej na prostem)
Staro selo (muzej na prostem) je etnografski muzej na prostem v Kumrovcu (Hrvaško Zagorje).
V Kumrovcu so najprej obnovili Titovo rojstno hišo. Med leti 1952–56 so nastali načrti za zaščito celotnega jedra vasi in njegovo restavracijo. Načrti so bili realizirani in leta 1969 je bilo jedro Kumrovca zaščiteno kot zgodovinska kmečka celota. 
Muzej ima na površini 12.640 M2 površine 25 stanovanjskih, 9 gospodarske in 8 pomožnih stavb. Muzejski fond obsega 2.800 razstavnih predmetov, kateri so večinoma stalno razstavljeni.
Zanimivost muzeja so predstavitve običajev in obrti, predstavljene z lutkami v narodnih nošah in z originalnimi predmeti.